# UMBEL
UMBEL (Upper Mapping and Binding Exchange Layer) is een klasse-structuur die veelal bij Linked data, zoals door DBpedia gebruikt wordt.
De structuur is afgeleid uit OpenCyc en kan vrij gedownload worden.
UMBEL heeft twee functies:
1. optreden als referentie-structuur, ook wel ontologie genoemd
2. basis vormen voor informatieterminologie (vocabulary) voor semantische interoperabiliteit

De nieuwste versie 1.05 van UMBEL heeft mappings naar Schema.org en GeoNames.

## Trivia
Umbel betekent in het Engels 'schermbloem', wat in de structuur van het UMBEL logo is terug te zien.